# زيز شائع
الزيز الشائع أو زيز البحر الأبيض المتوسط الشائع (باللاتينية: Lyristes plebejus) هو نوع من أنواع الزيِزيات.
ينتشر على نطاق واسع في الأراضي الشجرية والغابات في جنوب أوروبا، ويوجد عادة على أشجار الزيتون وأشجار الصنوبر والبلوط وأشجار الفاكهة.